# 一宮神社 (徳島市)
一宮神社（いちのみやじんじゃ）は、徳島県徳島市一宮町にある神社。式内大社・阿波国一宮の「天石門別八倉比売神社」の論社の1つ。旧社格は県社。とくしま市民遺産選定。

## 概要
大宜都比売命・天石門別八倉比売命を祭神とする。
鎮座地は徳島市の西部で、周辺は「一宮町」という地名になっており、東方にある山の頂上にはかつて小笠原氏の「一宮城」という城があった。元々は上一宮大粟神社（名西郡神山町）が阿波国一宮であったが、参拝に不便であるため平安時代後期に国府の近くに分祠が作られ、こちらが一宮となったと伝えられる。
その後、一宮城が隣にあったため、戦国時代の天正の陣で主戦場となり、当社を含め辺り一帯焼け野原になったが、江戸時代初期に阿波三代目藩主蜂須賀光隆によりいち早く復興し、1653年に遍路に来た澄禅は著書に「拝殿は左右三間、殿閣は結構なり」と書かれるほどになっていた。
神社の前には道路を挟んで四国八十八箇所十三番札所の大日寺があり、明治初年の神仏分離以前は当社が札所で、大日寺が別当寺であり、納経所として機能していた。なお、当社においても「一宮大明神 本地佛十一面観音 大宮司」と納経していた形跡もある。そして、明治初期の神仏分離以降は、当社の本地十一面観音像は大日寺の本堂へ本尊として遷座し、札所も移され、別当関係は解消した。

## 境内
- 本殿拝殿
- 境内社（祠）
  - 若葉神社：238柱の戦没者の英霊を祀る。
  - 猿田彦神社
  - 天神社
  - 大己貴神社・事代主神社
  - 宗像神社
  - 若宮神社：歴代城主を祀る。
  - 衆災神社：氏子中が集まり談笑する社

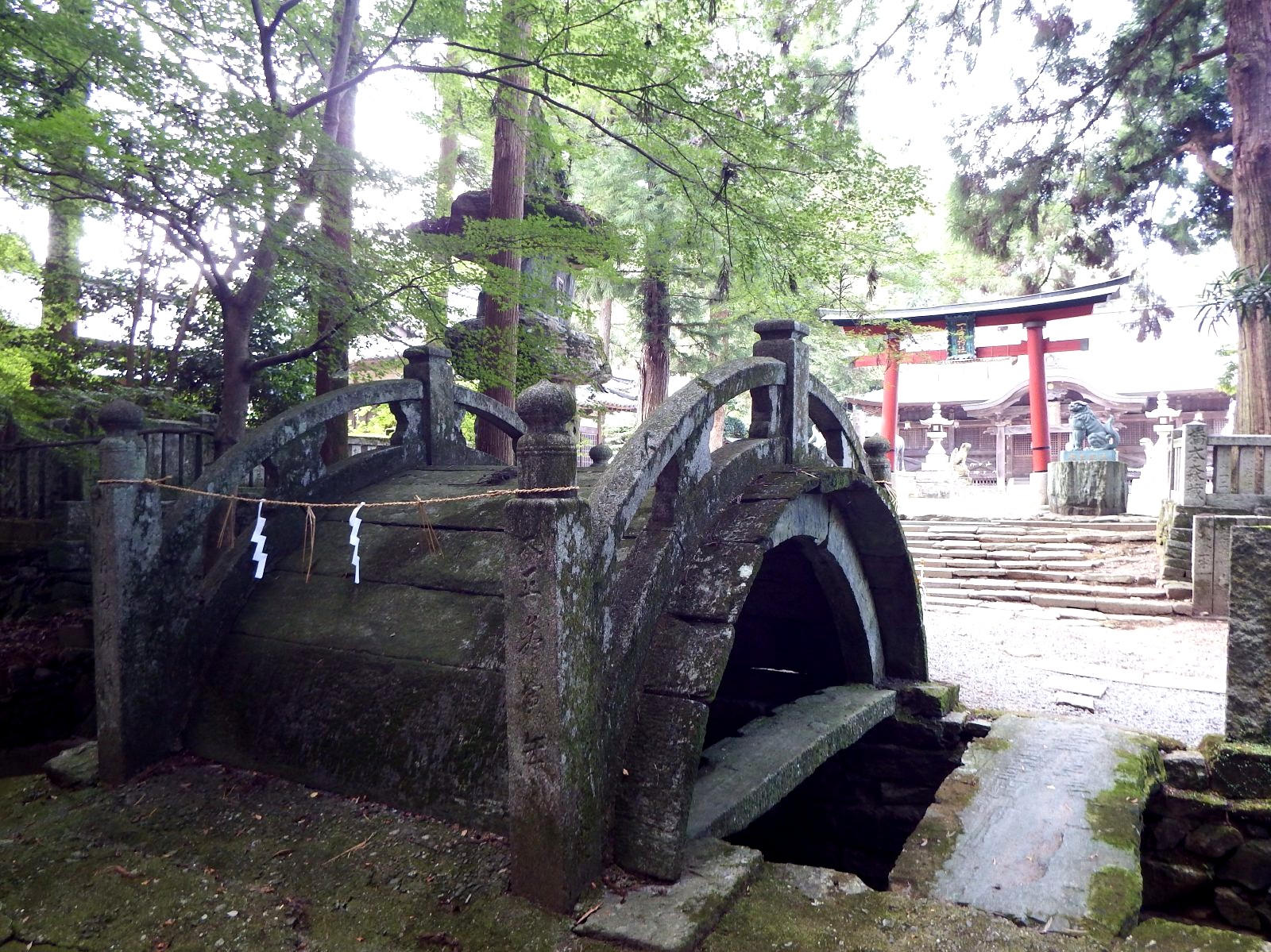
太鼓橋（大正三年）
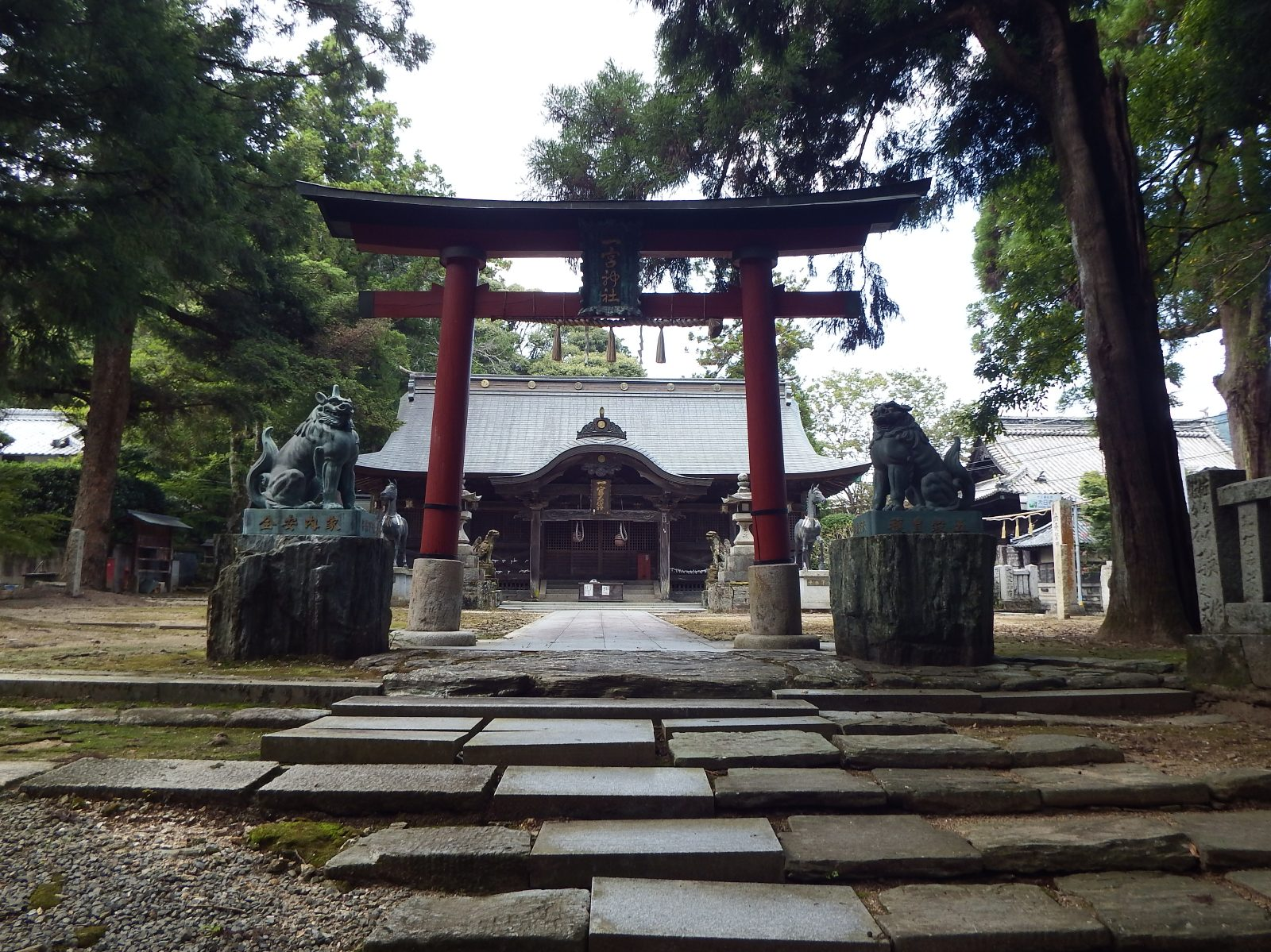
正面
鳥居
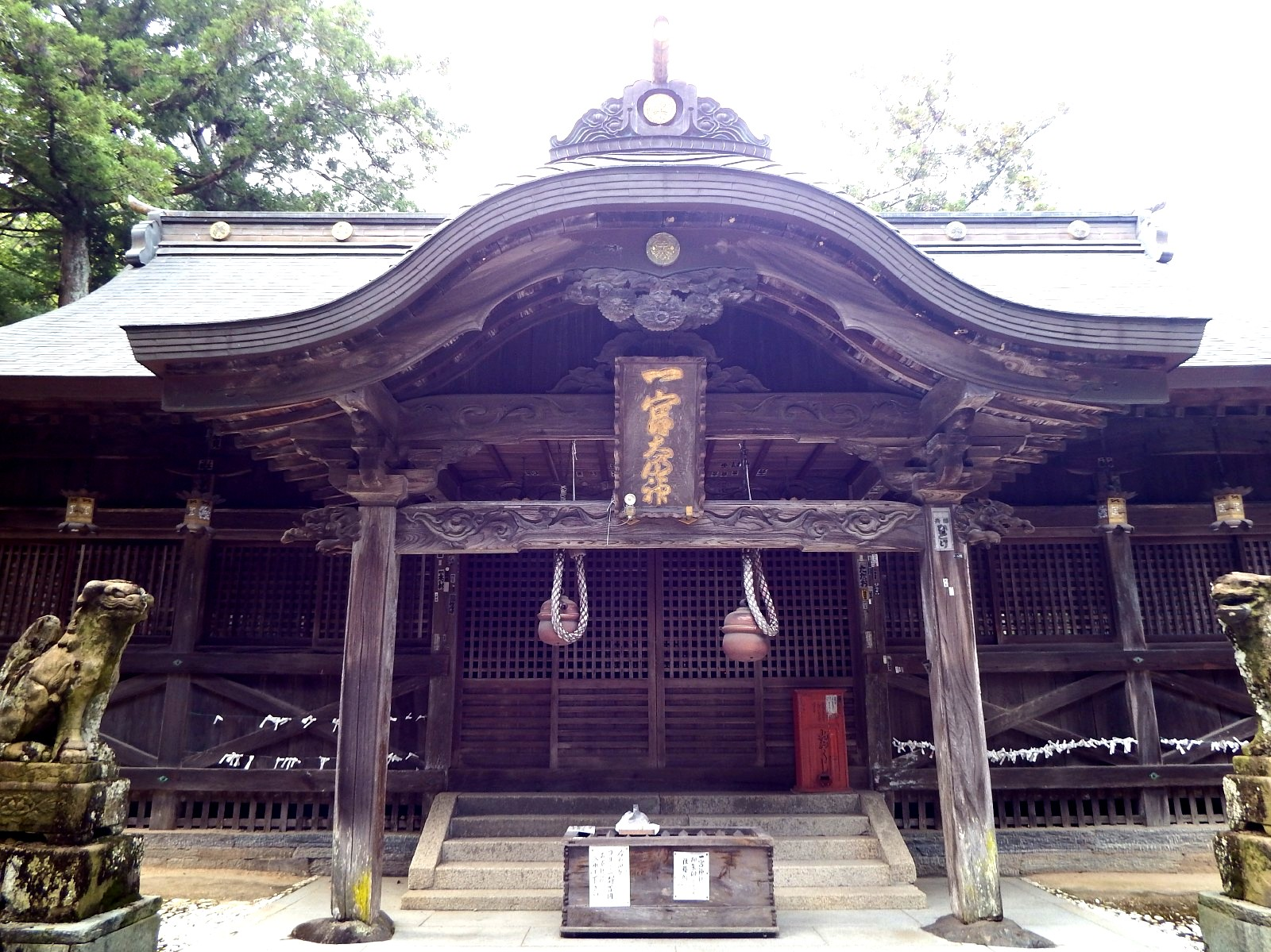
拝殿
本殿（重要文化財）
境内社
境内社

## 文化財
重要文化財（国指定）

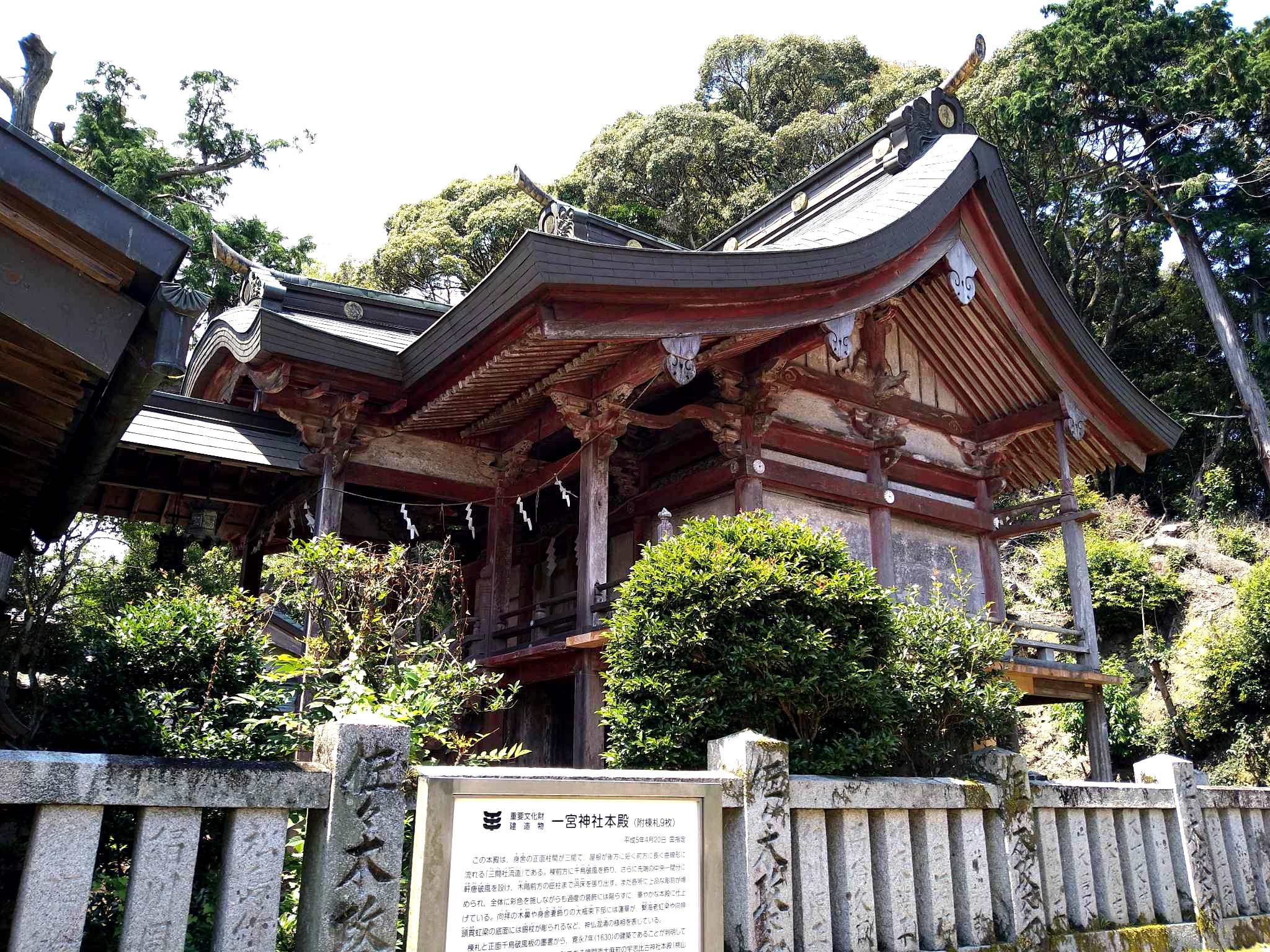
本殿

- 本殿 附棟札九枚- 寛永7年（1630年）建立。三間社流造、正面千鳥破風付、銅板葺。向拝は一間、唐破風造で要所の彫刻に極彩色をほどこしている。平成5.4.20指定

## 現地情報
所在地
- 徳島県徳島市一宮町西丁237